# Danny Ainge
Daniel Ray Ainge (ur. 17 marca 1959 w Eugene) – amerykański koszykarz, grający w lidze NBA na pozycji rzucającego obrońcy, a także baseballista, dwukrotny mistrz NBA z drużyną Boston Celtics. Obecnie dyrektor wykonawczy ds. koszykówki w macierzystym klubie.
Wszechstronnie utalentowany, w szkole średniej z powodzeniem grał w futbol amerykański, zaś na uniwersytecie Brigham Young University, także w baseball. W 1979 rozpoczął występy w profesjonalnym klubie MLB – Toronto Blue Jays. W 1981 został wybrany w drafcie przez Boston Celtics, którzy musieli wykupić jego kontrakt od drużyny Blue Jays.
Mimo początkowych niepowodzeń, wkrótce Ainge stał się kluczowym graczem drużyny i walnie przyczynił się do zdobycia przez Celtów dwóch tytułów mistrza NBA, w 1984 i 1986. 
W sezonie 1987/1988 został pierwszym zawodnikiem w historii NBA, który trafił w trakcie rozgrywek zasadniczych ponad 100 rzutów za 3 punkty (148). 
W 1989 został wymieniony z Sacramento Kings, od 1990 grał w Portland Trail Blazers, a od 1992 w Phoenix Suns. Obydwu ostatnim klubom pomógł w dostaniu się do finałów ligi, gdzie zostały pokonane przez, będących u szczytu potęgi Chicago Bulls. W sezonie 1992/1993 zajął ex aequo drugie miejsce w głosowaniu na najlepszego „szóstego” zawodnika ligi. Zakończył karierę w 1995.
Po zakończeniu kariery zawodniczej imał się różnych profesji – był trenerem Suns, komentatorem stacji TNT, od 2003, jest dyrektorem wykonawczym ds. koszykówki w Celtics. Jego zasługą były m.in. transfery Kevina Garnetta i Raya Allena, które zaowocowały zdobyciem mistrzostwa NBA przez klub z Bostonu po 22 latach przerwy. W uznaniu swych zasług w 2008 otrzymał tytuł Menedżera Roku (NBA Executive of the Year Award).

## Osiągnięcia

### NCAA
- Uczestnik rozgrywek:
  - Elite Eight turnieju NCAA (1981)
  - II rundy turnieju NCAA (1979–1981)
- Mistrz sezonu regularnego konferencji West Coast (WCC – 1979, 1980)
- Zawodnik Roku:
  - NCAA według:
    - kapituły Johna R. Woodena (1981)[3]
    - National Association of Basketball Coaches (1981)[4]

  - konferencji WAC (1981)[5]
- Zaliczony do I składu All-American (1981)[6]
- Uczelnia zastrzegła należący do niego numer 22

### NBA
- 2-krotny mistrz NBA (1984, 1986)[7]
- 4-krotny wicemistrz NBA (1985, 1987, 1992, 1993)[7]
- Uczestnik meczu gwiazd NBA (1988)[8]
- 4-krotny uczestnik konkursu rzutów za trzy punkty organizowanego przy okazji NBA All-Star Weekend (1987–89, 1991)[9]